# Chambre de commerce et d'industrie de région Paris - Île-de-France
 (septembre 2022).
L'article doit être relu — et modifié si nécessaire — par des contributeurs indépendants pour apporter un regard critique aux contributions effectuées en violation des conditions d'utilisation de Wikipédia, tant sur la forme (notamment concernant le style encyclopédique, la proportionnalité) que sur le fond (la neutralité de point de vue, la qualité et l'indépendance des sources).
La chambre de commerce et d’industrie de région Paris - Île-de-France (CCI Paris Île-de-France) est l’une des 122 chambres de commerce et d’industrie françaises. C’est un établissement public à caractère administratif administré par 92 élus régionaux chefs d’entreprises, bénévoles et élus pour cinq ans. Elle représente environ 915 000 entreprises implantées dans les huit départements de la région Île-de-France : Paris, Seine-et-Marne, Yvelines, Essonne, Hauts-de-Seine, Seine-Saint-Denis, Val-de-Marne et Val-d'Oise et intervient dans plusieurs domaines liés à la vie économique et à la vie de l'entreprise.

## Siège
Le siège de la CCI Paris Île-de-France est situé 27 avenue de Friedland (8e arrondissement de Paris), à l'hôtel Potocki.

## Missions
L’ensemble des actions de la CCI Paris Île-de-France se décline autour de quatre missions :
- accompagner les entreprises franciliennes dans leur développement ;
- représenter les intérêts des entreprises franciliennes auprès des pouvoirs publics ;
- former les jeunes et les professionnels ;
- promouvoir la région capitale à travers les congrès et salons.

### Lobbying et prospective
La CCI Paris Île-de-France a pour mission de représenter les entreprises franciliennes auprès des pouvoirs publics pour qu’ils créent un environnement propice au développement des entreprises, de l’économie, de l’emploi et des territoires. 
Ses experts (juristes, économistes, fiscalistes, statisticiens, ingénieurs) et ses deux observatoires économiques (CROCIS, OCED) réalisent des enquêtes dédiées aux problématiques des entreprises et produisent des études prospectives sur les évolutions économiques et sociales.
À partir de ces productions et des remontées de terrain, la CCI Paris Île-de-France élabore des propositions d’évolutions législatives ou réglementaires qu’elle présente aux pouvoirs publics. Toutes les questions auxquelles sont confrontées les entreprises peuvent être abordées. A titre d’exemples, on peut citer : la fiscalité, le droit du travail, les mutations économiques et technologiques, le droit des affaires, l’urbanisme commercial, la transition écologique ou encore l’aménagement du territoire.
Elle rend par ailleurs des avis lorsque les textes législatifs le prévoient. C’est par exemple le cas sur le Schéma régional de développement économique, d'innovation et d'internationalisation (SRDEII).
Pour l'année 2023, la CCI Paris Île-de-France déclare à la Haute Autorité pour la transparence de la vie publique exercer des activités de lobbying en France pour un montant qui n'excède pas 300 000 euros. 

### Aide et conseil aux entreprises
La CCI Paris Île-de-France aide et conseille les entreprises et les commerces au quotidien, de leur création jusqu’à leur transmission. Ses priorités d’action sont définies dans le cadre d’un Contrat d’objectifs et de performance (COP) conclu entre l’Etat et le réseau des CCI le 12 avril 2023 pour la période 2023-2027, ensuite décliné régionalement en Convention d’objectifs et de moyens.
Dans ces objectifs, figurent la création et la reprise d’entreprise. La CCI Paris Île-de-France accompagne ainsi les porteurs de projet de la définition de leur projet à la recherche de financements, en passant par le choix du statut juridique, les formalités, les solutions d’hébergement, la mise en relation entre cédants et repreneurs.
Elle a également pour mission d’accompagner les entreprises à chaque étape de leur développement. Les priorités arrêtées par le COP 2023-2027 concernent principalement leur transformation numérique, leur transition écologique, la gestion de leurs ressources humaines et l’aide à l’exportation. La CCI peut aussi leur apporter des conseils juridiques, les aider dans leur recherche de financement ou encore animer des réseaux d’entreprises.

### Formation

#### Écoles consulaires

CCI Paris Île-de-France, site Champerret, de Paris

Les 14 écoles de la CCI Paris Île-de-France forment des jeunes et des professionnels en formation initiale (en temps plein ou en apprentissage) et en formation continue.

#### Écoles de la CCI Paris Île-de-France
- CFA des Sciences, en partenariat avec Sorbonne Université
- ESCP Business School
- ESIEE-IT, l’école de l’expertise numérique
- ESIEE Paris, l’école de l’innovation technologique, membre fondateur de l'Université Gustave Eiffel
- ESSEC Business School
- Faculté des Métiers de l’Essonne (FDME), créée par la CCI Essonne et la Chambre de métiers et de l'artisanat de l'Essonne
- FERRANDI Paris, l’école de la gastronomie et du management hôtelier
- GOBELINS Paris
- HEC Paris
- ISIPCA, l’école des métiers de l’industrie du parfum, de la cosmétique et de l’aromatique alimentaire
- LA FABRIQUE, l’école des métiers de la mode et de la décoration
- LÉA-CFI, l’école de la ville de demain
- SUP de V
- UTEC, centre de formation multidisciplinaire de la CCI Seine-et-Marne

Huit de ces écoles ont adopté le statut d’Établissement d'enseignement supérieur consulaire (EESC), créé par la loi Mandon du 20 décembre 2014. ESCP Business School, ESIEE-IT, FERRANDI Paris, GOBELINS, HEC Paris, ISIPCA - LA FABRIQUE, LÉA-CFI et SUP de V sont des EESC.

#### Direction des admissions et concours
La Direction des admissions et concours, rattachée à la CCI Paris Île-de-France, gère les concours Banque commune d'épreuves, qui permettent d'intégrer plusieurs grandes écoles de commerce, dont HEC , ESCP et l'ESSEC. 
En mai 2022, elle est mise en cause pour d'importants soupçons de fraude et de triche, ainsi que pour des carences dans l'organisation des épreuves. En 2021, un rapport d'audit réalisé par la chambre de commerce avait été rendu public après qu'une association étudiante avait saisi la commission d'accès aux documents administratifs. Il indiquait déjà des soupçons de fraude et de fuite de sujet,,.

### Congrès et salons
Par l'intermédiaire de Viparis, dont elle est actionnaire à 50 %, la CCI Paris Île-de-France exploite 12 parcs d'exposition et de congrès franciliens, accueillant en moyenne 800 événements et 10 millions de visiteurs par an. Parmi ces sites, il y a notamment les parcs d’exposition Paris Nord Villepinte, Paris Expo Porte de Versailles ou Paris Le Bourget, et des centres de congrès comme le Palais des congrès de Paris, l’Espace Grande Arche ou le Carrousel du Louvre.
La CCI participe également à l’organisation d’événements professionnels via sa filiale Comexposium, qu’elle détient à 50 %. 

## Historique

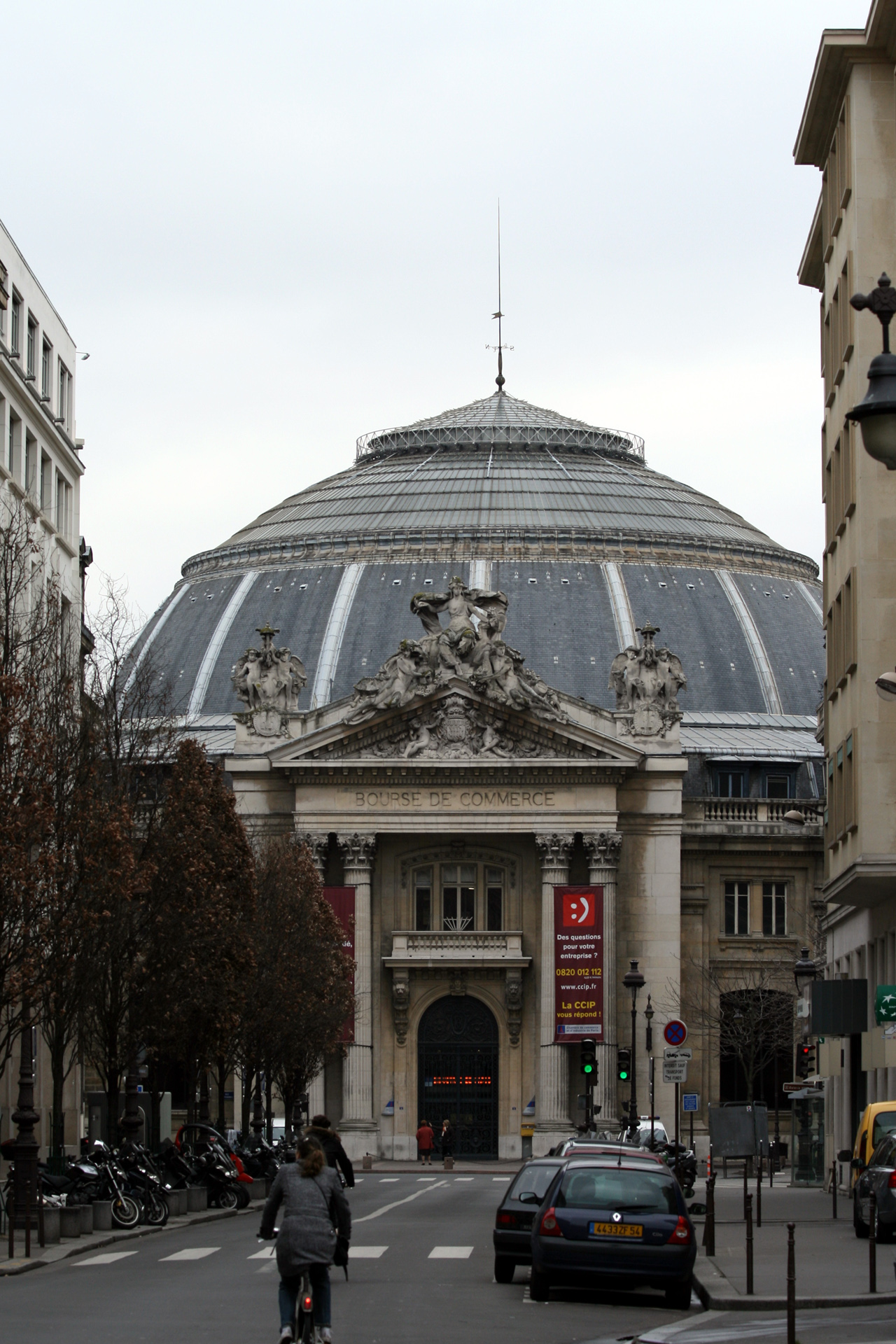
Centre de formalités des entreprises de Paris (Bourse de commerce de Paris)

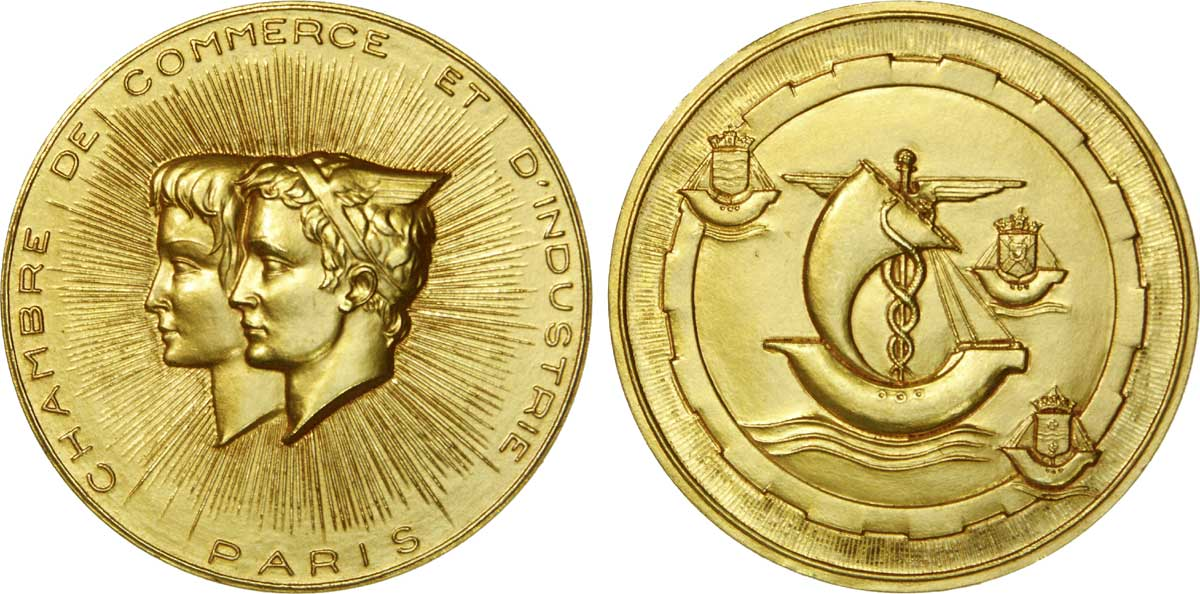
Chambre de Commerce de Paris, or frappé en 1970.Description avers : Allégories du Commerce et de l'industrie sur un fond de rayons. Description revers : Navire de Paris dont le mât est fait d'un caducée. Trois petits navires armoriés dans le champ entourés d'une roue dentée.

La Chambre de commerce et d’industrie de région Paris Île-de-France (CCI Paris Île-de-France) est créée le 1er janvier 2013. Elle est issue du rapprochement de plusieurs instances :
- la Chambre de commerce et d'industrie de Paris (CCIP), rassemblant les départements de Paris, des Hauts-de-Seine, de la Seine-Saint-Denis et du Val-de-Marne.

C'est le 6 ventôse an XI (25 février 1803) que la Chambre de commerce de Paris est créée par le Consulat. Elle succède alors au Conseil de commerce, arts et manufactures de la Seine, lui-même créé en 1801 dans la continuité des six corps des marchands de Paris qui tenaient partiellement lieu de chambre de commerce sous l'Ancien Régime. En 1960, elle devient Chambre de commerce et d’industrie (CCI). Compte tenu de son poids historique, économique et démographique, la CCIP occupe une place particulière parmi les chambres de commerce et d'industrie françaises. En 1966, en plus du département de la Seine, la circonscription de la CCIP s'étend aux départements de Paris, des Hauts-de-Seine, de la Seine-Saint-Denis et du Val-de-Marne ;
- la Chambre de commerce et d’industrie de Versailles Val-d’Oise/Yvelines (CCIV), rassemblant les départements des Yvelines et du Val-d’Oise.

La Chambre de commerce et d'industrie de Versailles est créée le 22 novembre 1899, par décret. En 1966, son champ d’action se développe avec la création d'une structure interdépartementale couvrant les départements des Yvelines et du Val-d’Oise ;
- les chambres de commerce et d’industrie de l’Essonne et de Seine-et-Marne.

La Chambre de commerce de Corbeil (créée par décret le 22 novembre 1899) devient Chambre de commerce et d’industrie de l’Essonne en 1969. La Chambre de commerce et d’industrie de Seine-et-Marne voit le jour en 2004 à la suite du rapprochement des CCI de Meaux et de Melun ;
- la Chambre régionale de commerce et d’industrie (CRCI) Paris Ile-de-France, créée en 1964[22].

Sa circonscription territoriale couvrait les huit départements de la région Île-de-France.
Depuis le 1er janvier 2013, la CCI Paris Île-de-France regroupe six CCI départementales (Paris, Versailles-Yvelines, Hauts-de-Seine, Seine-Saint-Denis, Val-de-Marne, Val-d’Oise) et deux CCI territoriales (Seine-et-Marne et Essonne).
À noter : la Bourse de commerce de Paris, qui a abrité les services d’accueil et d’accompagnement des entreprises de la CCI Paris Île-de-France jusqu’en 2017, a été rachetée par la ville de Paris afin d’y exposer la Collection Pinault

## Organisation

### Présidence
La CCI Paris Île-de-France est dirigée par un président élu pour cinq ans, après chaque renouvellement des élus consulaires. Au moment de la création de la CCI Paris Ile-de-France, le 1er janvier 2013, Pierre-Antoine Gailly, qui était à la tête de la Chambre de commerce et d’industrie de Paris (CCIP) depuis 2011, en devient son premier président.
Depuis le 9 décembre 2021, Dominique Restino en est le président.

### Liste des présidents

#### Présidents de la CCIP (1803 à 2012)
- 1803-1807 : Pierre Vignon
- 1807-1810 : Pierre Samuel du Pont de Nemours
- 1810-1811 : Jacques Laffitte
- 1811-1813 : Jean-Conrad Hottinguer
- 1813-1814 : Joseph Anicet Barthélemy
- 1814-1815 : Jean Henry Martin-Puech
- 1815-1816 : Louis-François Cordier
- 1816-1816 : Guillaume Henry Flory
- 1816-1819 : Joseph Anicet Barthélemy
- 1819-1821 : Antoine Odier
- 1821-1822 : François-Marie Delessert
- 1822-1825 : Antoine Odier
- 1825-1826 : François-Marie Delessert
- 1826-1828 : Jacques Lefebvre
- 1828-1830 : François-Marie Delessert
- 1830-1832 : Jacques Lefebvre
- 1832-1838 : François-Marie Delessert
- 1838-1840 : François Cottier
- 1840-1845 : Ambroise-Guillaume Aubé
- 1845-1855 : Charles Legentil
- 1855-1859 : Thibault Germain
- 1859-1867 : Henri Davillier
- 1867-1872 : Guillaume Denière
- 1872-1877 : Ernest Goüin
- 1877-1879 : Adolphe Houette
- 1879-1881 : Eugène Guibal
- 1881-1883 : Gustave Roy
- 1883-1887 : Charles Dietz-Monnin
- 1887-1890 : Alcide Poirrier
- 1890-1893 : Joseph Cousté
- 1893-1898 : Louis Delaunay-Belleville
- 1898-1900 : Georges Masson
- 1900-1901 : Armand Moisant
- 1901-1903 : Armand Fumouze
- 1903-1905 : Lucien Derode
- 1905-1907 : Georges Lesieur
- 1907-1909 : Léon Dubrujeaud
- 1909-1909 : Georges Lefebvre
- 1909-1909 : Philippe Monduit
- 1909-1911 : Gustave Kester
- 1911-1913 : Charles Legrand
- 1913-1918 : Arthur David-Mennet
- 1918-1919 : Fernand de Ribes-Christofle
- 1919-1922 : Georges Pascalis
- 1922-1924 : Paul Roger
- 1924-1928 : Paul Kempf
- 1928-1932 : André Baudet
- 1932-1936 : Henri Garnier
- 1936-1936 : Pierre-Ernest Dalbouze
- 1936-1940 : Louis Férasson[24]
- 1940-1944 : Lucien Lassalle
- 1944-1944 : Georges Painvin
- 1944-1946 : Lucien Lassalle
- 1946-1950 : Marcel Cusenier
- 1950-1956 : Jacques Fougerolle
- 1956-1958 : Pierre Dumont
- 1958-1960 : Jean Marcou
- 1960-1964 : Georges Desbrière
- 1964-1971 : Henri Courbot
- 1971-1977 : Paul Laubard
- 1977-1983 : Jean Thèves
- 1983-1989 : Philippe Clément
- 1989-1995 : Bernard Cambournac
- 1995-1998 : Hubert Flahault
- 1998-2004 : Michel Franck
- 2004-2011 : Pierre Simon
- 2011-2012 : Pierre-Antoine Gailly

#### Présidents de la CCI Paris Île-de-France
| 2013 - 2015 | Pierre-Antoine Gailly |
| 2016        | Jean-Paul Vermès      |
| 2017 - 2021 | Didier Kling          |
| Depuis 2021 | Dominique Restino     |

### Directeurs généraux
| 2013 - 2014 | Pierre Trouillet  |
| 2014 - 2018 | Étienne Guyot     |
| Depuis 2019 | Stéphane Fratacci |

### Les élus, l'assemblée régionale et le bureau
Comme pour toute chambre consulaire, l’assemblée générale de la CCI Paris Île-de-France est constituée d’élus qui siègent pour voter la stratégie, le budget, les investissements et adopter les prises de position. Les 92 élus de la chambre de commerce et d’industrie de région Paris Île-de-France sont tous des chefs d’entreprises implantées dans la région.
Le bureau de la CCI Paris Île-de-France est composé de 16 membres élus par l'Assemblée générale.

### Le réseau
La CCI Paris Île-de-France exerce ses missions auprès des entreprises dans les huit départements de son territoire. Elle s’appuie sur un réseau d’économistes, de juristes, des CCI départementales et territoriales et sur ses centres d’observation et de recherche, comme le Crocis.

## Identité visuelle

Précédent logo, de 2013 à 2020
depuis le 1er janvier 2021

## Pour approfondir